# Namasté (roman)
Pour les articles homonymes, voir Namasté.
 (janvier 2023).
Si vous disposez d'ouvrages ou d'articles de référence ou si vous connaissez des sites web de qualité traitant du thème abordé ici, merci de compléter l'article en donnant les références utiles à sa vérifiabilité et en les liant à la section « Notes et références ».
Namasté est un roman de l'écrivain mauricien Marcel Cabon (1912-1972), paru en 1965 à Port-Louis. Il traite de l'installation difficile d'un Indo-Mauricien, Ram, qui a hérité d'un terrain dans un village à la mort de son oncle.